# Sarteano
Sarteano (Sartiàno in dialetto locale) è un comune italiano di 4 499 abitanti della provincia di Siena in Toscana.
È un paese di importanza storica e naturalistica, collocato sui contrafforti della Val d'Orcia in un altopiano al confine con la Val di Chiana. Il passato medievale del paese è testimoniato dal castello, elemento principale del paesaggio architettonico, e da un grande numero di chiese. L'economia di Sarteano è diversificata, ma fondamentalmente si basa sull'agricoltura e sul turismo. I prodotti della terra sono olio d'oliva, vino e frumento.

## Geografia fisica

### Territorio
- Classificazione sismica: zona 3 (sismicità medio-bassa), Ordinanza PCM 3274 del 20/03/2003
- Classificazione climatica: zona E, 2237 GR/G
- Diffusività atmosferica: alta, Ibimet CNR 2002

## Storia

### Preistoria
Scarse e incerte sono le testimonianze dell'uomo nel territorio di Sarteano nel Paleolitico.
Le fasi successive, dal Neolitico all'età del bronzo sono invece ampiamente note grazie alla ricchissima documentazione archeologica proveniente dalla Grotta dell'Orso.
Conosciuta fin dal 1954, questa ampia cavità carsica fu esplorata completamente dai componenti del Gruppo Speleologico di Sarteano. Fu indagata con scavi sistematici a partire dal 1960, prima da Guglielmo Maetzke poi dall'università di Pisa tra il 1960 e il 1963.
La grotta, oggi non visitabile, è divisa in due parti comunicanti attraverso stretti cunicoli.
In molte zone si rinvennero, generalmente in superficie, gruppi di vasi dell'età del bronzo, alcuni anche interi e contenenti cariossidi di grano, che lasciavano supporre deposizioni intenzionali legate a pratiche rituali.
La stratigrafia ricavabile dal saggio principale indica la presenza dei seguenti aspetti culturali:
- Neolitico a ceramica impressa
- Neolitico a ceramica lineare
- Neolitico ed età del bronzo

La frequentazione della grotta continua fino all'XI secolo a.C. e si hanno infine tracce di epoca romana con frammenti di piatti e anforoni.
Un'altra cavità carsica nel territorio di Sarteano è la Buca del Rospo posta sul versante occidentale del monte Cetona che ha restituito vasi dell'antica età del bronzo deposti per una raccolta rituale delle acque di stillicidio.

### Periodo Etrusco e Romano
Proprio le tracce di un passato etrusco sono quelle che più hanno segnato il territorio intorno a Sarteano, dal IX al I secolo a.C. I primi insediamenti occuparono le zone collinari più elevate, vicino alla Necropoli di Sferracavalli, lungo la strada che conduce a Radicofani e poi, soprattutto nel corso del VII secolo a.C., nella zona verso Castiglioncello del Trinoro dove la sterminata Necropoli di Solaia-Macchiapiana, con le sue numerose sepolture entro canopi (vasi cinerari a testa umana tipici di questo territorio), dimostra la presenza nelle vicinanze di un centro abitativo densamente popolato soprattutto nel periodo tardo-orientalizzante.
Con il periodo arcaico invece, ovvero con il VI secolo a.C., ci fu uno spostamento dell'area abitativa su colline meno elevate, poco sopra i 500 m., per avvicinarsi a quello che all'epoca era il centro politico egemone, ovvero il polo urbano di Chiusi che viveva in quella fase il suo periodo più florido, come dimostrano sul finire del secolo le imprese del lucumone Porsenna. Così le necropoli di maggior rilievo di quel periodo sono proprio quella della Palazzina, posta lungo una delle vie Cupe, ovvero i tracciati viari che conducevano verso Chiusi, e la Necropoli delle Pianacce.
Quest'ultima, indagata a partire dal 2000 dal museo civico archeologico di Sarteano e dal Gruppo archeologico Etruria ha riservato negli anni una serie di straordinarie scoperte, oltre ad essere ubicata in una zona di grande suggestione paesaggistica con uno splendido affaccio sulla Val di Chiana a controllo di quello che era anche in antico il fondamentale asse viario nord-sud tra Orvieto e Arezzo. In primo luogo l'eccezionale Tomba della quadriga infernale, con pitture uniche e dai colori vivacissimi della seconda metà del IV secolo a.C. in cui è raffigurato un demone dai capelli rossi alla guida di un carro trainato da due leoni e due grifi, probabilmente Charun – il Caronte etrusco - nella sua unica raffigurazione come auriga nello svolgimento del suo compito di accompagnatore delle anime verso l'Ade.
Anche le altre scene (il banchetto di due figure maschili accompagnate da un servitore e un grande serpente a tre teste e un ippocampo) sono ambientate nell'Ade e sono uno dei più fulgidi esempi del nuovo sentire degli Etruschi per un mondo funerario più tormentato e pauroso rispetto a quello di epoca arcaica. Accanto alla Tomba della quadriga infernale numerosi altri ipogei, databili tra la fine del VI e il I secolo a.C., mostrano una necropoli occupata da famiglie aristocratiche di un certo rango, così come di grande interesse è la struttura teatriforme collegata a tre di questi ipogei e adibita ai rituali funerari venuta alla luce nel 2007. Questo sito di straordinario interesse, visitabile, è solo una delle numerose realtà archeologiche del territorio.
Quando nel periodo Ellenistico, cioè nel corso del III e II secolo a.C., il popolamento del territorio si diffuse “a macchia di leopardo” ci fu un'occupazione sparsa, ma capillare e in quella fase le necropoli interessarono numerosi siti tra cui quello di Molin Canale, dove alcuni esempi di tipologie tombali sono stati messi in luce e resi visitabili.
In epoca romana si mantenne una diffusa occupazione dell'area, anche in virtù dello sfruttamento delle sorgenti termali e sicuramente due importanti aree insediative dovevano essere nella zona di Sant'Alberto e nell'altra, molto ampia, della Peschiera Giannini e delle aree limitrofe. Resti di questi edifici termali legati a villae rustiche, mostrano un notevole grado di raffinatezza, come dimostrano le lastre di tipo Campana da Colombaio e dalla Peschiera.
Tutte le tracce di questo intenso e vitale passato, dai canopi orientalizzanti, ai buccheri, alle ceramiche figurate sia etrusche che attiche, le straordinarie statue-cinerarie di pietra fetida rinvenute nel 2006, fino ai reperti Romani sono esposti nel museo civico archeologico di Sarteano a testimonianza dell'alternarsi di tre civiltà dall'uomo dell'età del bronzo, agli Etruschi ai Romani.

### Medioevo
Alcuni documenti provenienti dalle carte del monastero dell'Abbazia di San Salvatore del Monte Amiata attestano nel territorio della contea di Chiusi-Sarteano-Chianciano, fin dagli inizi dell'anno Mille, la presenza della famiglia longobarda dei conti Farolfi. Causa la legge longobarda di successione ereditaria la contea venne a poco a poco spezzettandosi tra i molti rami di questa famiglia comitale da cui in Sarteano ebbero origine i conti Peponi e infine i Manenti. Questi documenti riferiscono di alcune donazioni effettuate dagli eredi dei Farolfi pro remedio animae in favore delle più note abbazie del territorio:
- a) (carta nº 252)-a. 1038 « Nel Castello di Sarteano il conte Winildo, figlio di Farolfo dona un terreno in favore del monastero di Abbadia San Salvatore,
- b) (carta nº 153)- a.1055 « donazione dei conti Ranieri, Pietro e Farolfo figli de conte Winildo di Sarteano.»
- c) (carta Sarteano nº 1) a.1085 « donazione della contessa Willa vedova del conte Pepo, detto Pepone di un terreno nei pressi di Spineta per edificarvi una chiesa e monastero.»
- d) (carta Sarteano nº 10) a. 1126 « il conte Manente, figlio di Pietro dona la metà di Castiglione del Trinoro al monastero dell'Abbazia di San Pietro in Campo.»

Il più antico documento tuttora esistente riguardante Sarteano è datato 1038 e parla del Castello come feudo dei conti Manenti, di lontana origine longobarda.

### Porta Monalda

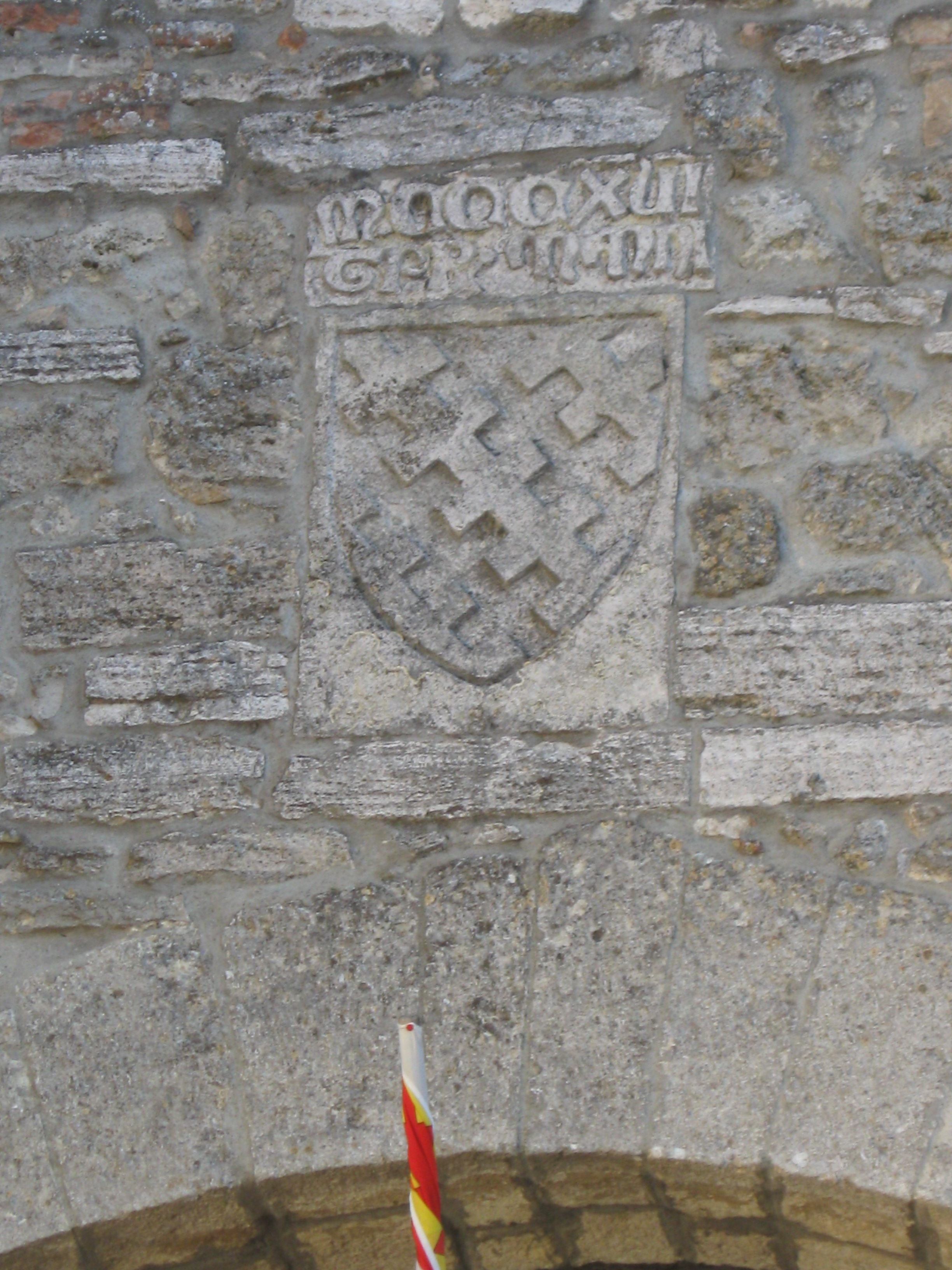
Porta Monalda- MCCCXIII-

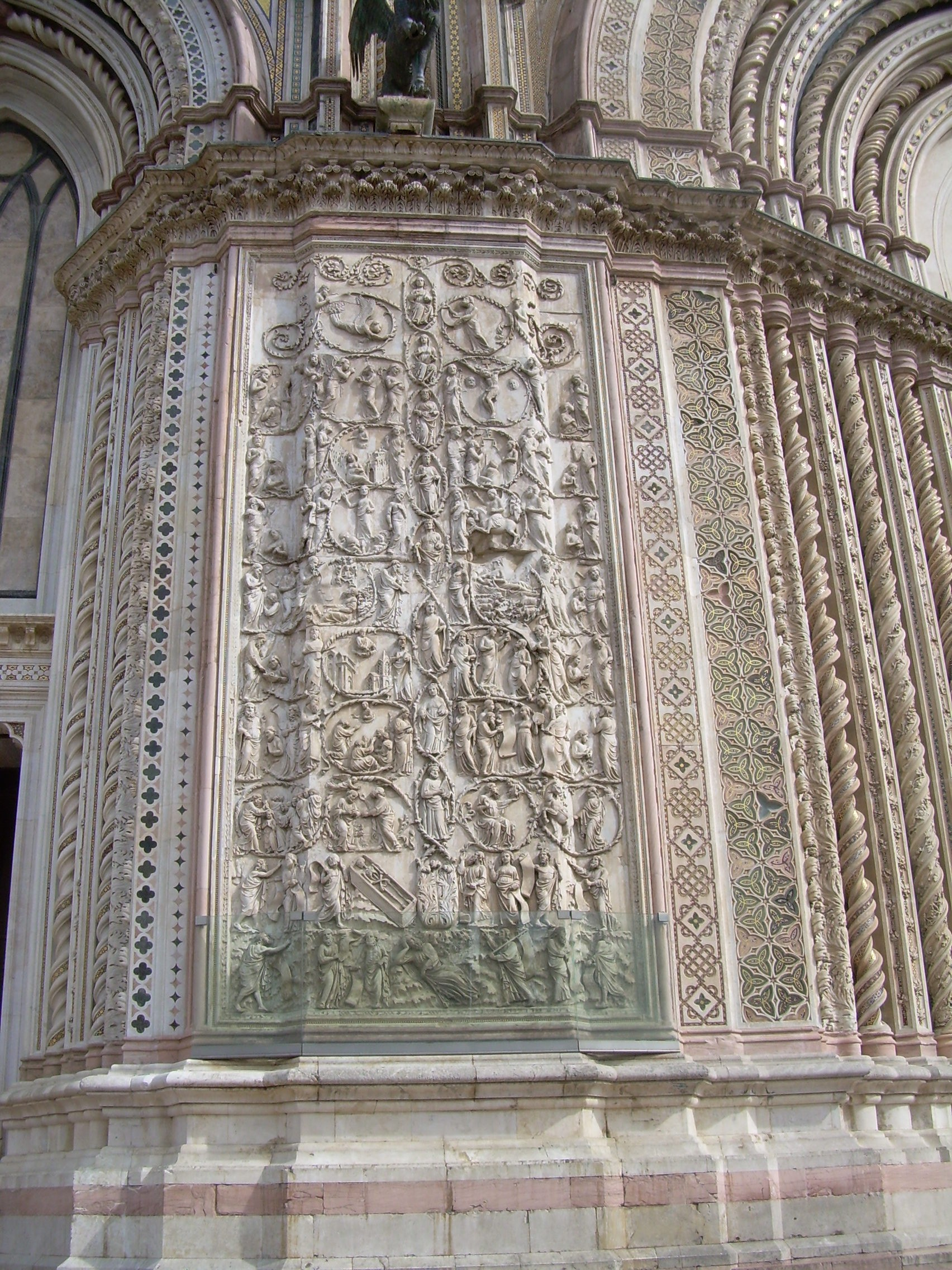
Duomo d'Orvieto- Bassorilievo-

Nel 1228 Sarteano venne occupato dalle milizie orvietane comandate da Pietro Monaldeschi. Poco dopo la Repubblica di Siena mosse la controffensiva e, dopo aver preso Chianciano, le sue autorità imprigionarono Pietro, figlio di Monaldo, capostipite del ramo dei "Monaldeschi della Cervara". Pietro morì a Siena nel 1238.
Dopo successivi conflitti tra le città di Siena ed Orvieto, con esiti alterni, verso la fine del XIII secolo le località di Sarteano e Chianciano furono elencate in appendice al catasto di Orvieto come: «dominii con obblighi speciali». In quel periodo nel comune di Orvieto era in atto la feroce disputa per il potere tra la famiglia ghibellina dei Filippeschi e quella guelfa dei Monaldeschi, conclusasi con la sanguinosa sconfitta dei primi.
Porta Monalda, posta in direzione di Siena, sormontata dallo stemma dei Monaldeschi e recante inciso l'anno 1313 (MCCCXIII), sembra voler ricordare ai Sarteanesi la «grande vittoria» del condottiero Ermanno Monaldeschi. Egli, aspirante al potere della signoria orvietana, intraprese grandi lavori pubblici, tra cui la lunga strada selciata che, partendo da Porta Monalda e attraversando la valle del Paglia raggiungeva Orvieto. "....consiste questa terra la maggior parte in una strada lunga competentemente larga, parte selciata e parte mattonata che principia alla porta Monalda". L'opera si rese necessaria per facilitare la percorrenza dei pesanti carriaggi effettuati dalle maestranze che per conto dell'architetto Lorenzo Maitani, dalla cava posta nelle vicinanze di Camporsevoli estraevano il prezioso travertino impiegato nella composizione dei bassorilievi del Duomo d'Orvieto.
Alla morte di Ermanno Monaldeschi avvenuta nel 1337, il controllo politico sul comune di Sarteano venne esercitato dalla città di Perugia quando, a seguito della battaglia di Torrita Perugia, stremata dalle ingenti spese, per porre fine alla lunga guerra contro Siena (1357-1359) fu costretta ad accettare il lodo del cardinale Egidio Albornoz, che pose fine alle pretese egemoniche di Perugia su gran parte del territorio toscano, e lasciare Sarteano e altre fortezze ai senesi

### Il Castello nel XV secolo

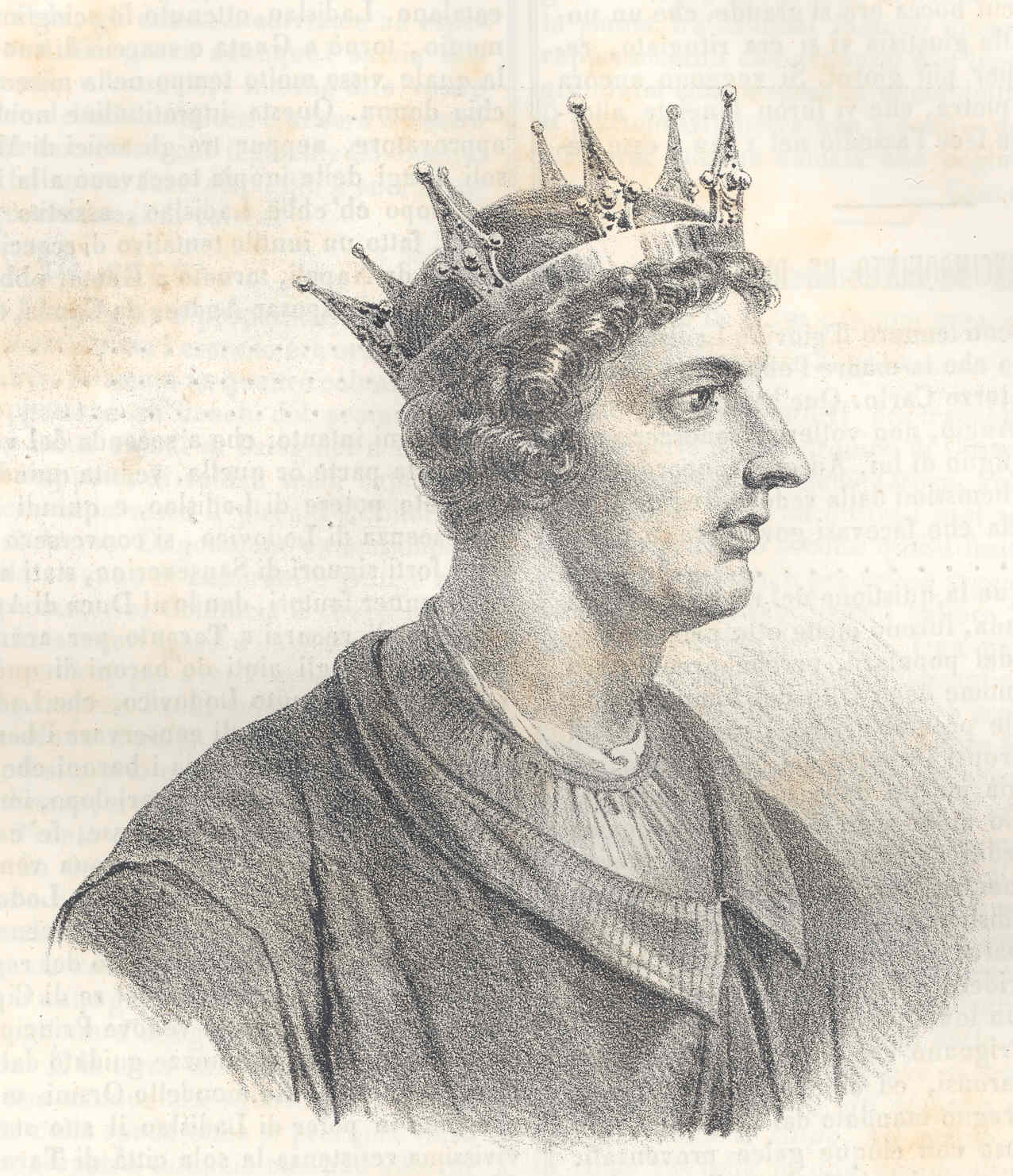
Ladislao re di Napoli

Nel 1408, un poderoso esercito condotto da Ladislao di Durazzo, re di Napoli, nel tentativo di estendere i confini del proprio regno, si accampò in Val di Chiana nelle rocche di Ossaia e Valiano, in attesa di portare a termine l'impresa con la conquista della Repubblica di Siena e del Ducato di Firenze. Qui rimase per oltre due anni, compiendo devastazioni e razzie delle messi nelle campagne circostanti, tali da meritarsi l'epiteto di re guastagrano, rimasto a lungo nella memoria di quelle popolazioni. Nel mese di giugno 1409, le milizie di Ladislao mossero dagli accampamenti e, dopo aver occupato Cortona, assediarono il castello di Sarteano, che venne prontamente difeso dalle milizie locali impedendone l'espugnazione.

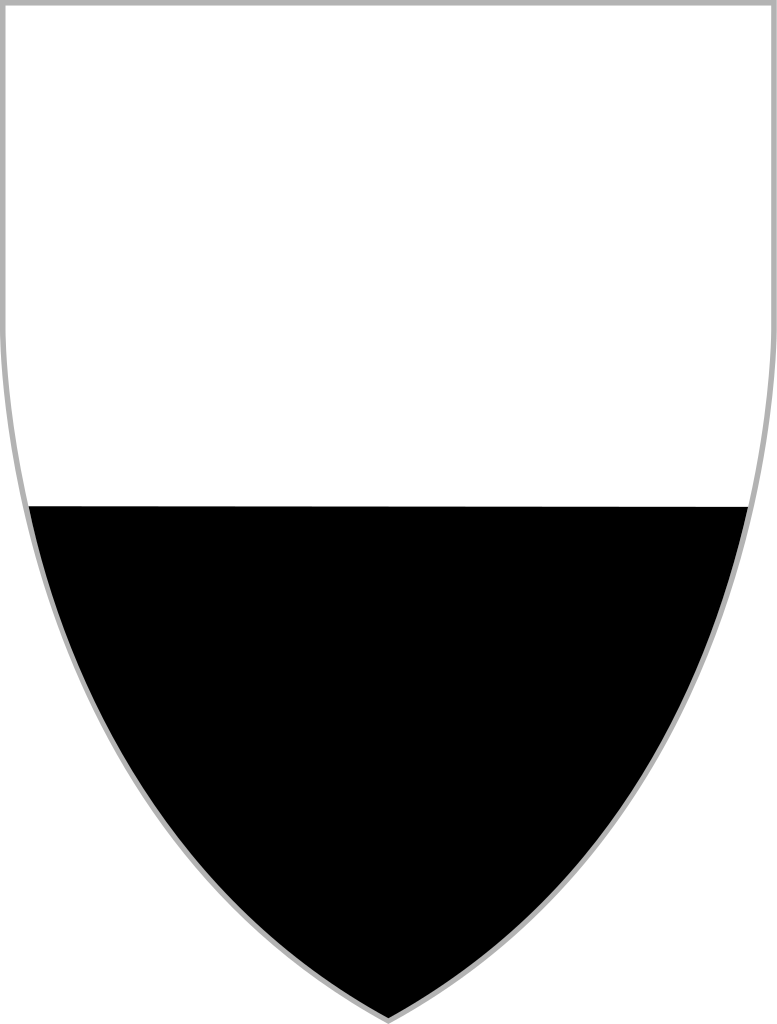
Balzana senese

Nel 1455 il Castello subì un nuovo assedio da parte dei mercenari della Compagnia di ventura condotta dal perugino Jacopo Piccinino, rivoltatosi contro il governo senese dal quale pretendeva un pagamento per liberare il territorio repubblicano dalle sue masnade. Anche in questa occasione i sarteanesi seppero sconfiggere il nemico e, per celebrare la vittoria, eressero un altare di cui ancor oggi appare traccia nel cortile interno della rocca. Da quel 29 giugno, giorno della ritirata del Piccinino, la popolazione tributò per lunghi anni una processione annuale di ringraziamento che, partendo dall'abitato sottostante il castello, risaliva fino alla porta interna..
Nel 1467, il Comune di Sarteano, liberatosi delle passate difficoltà, concluse con il governo senese un contratto di accomandigia perpetua, che prevedeva la protezione diplomatica e militare da parte della Repubblica di Siena in cambio dell'ingresso a pieno titolo del Comune di Sarteano nella Repubblica stessa.

### Granducato di Toscana

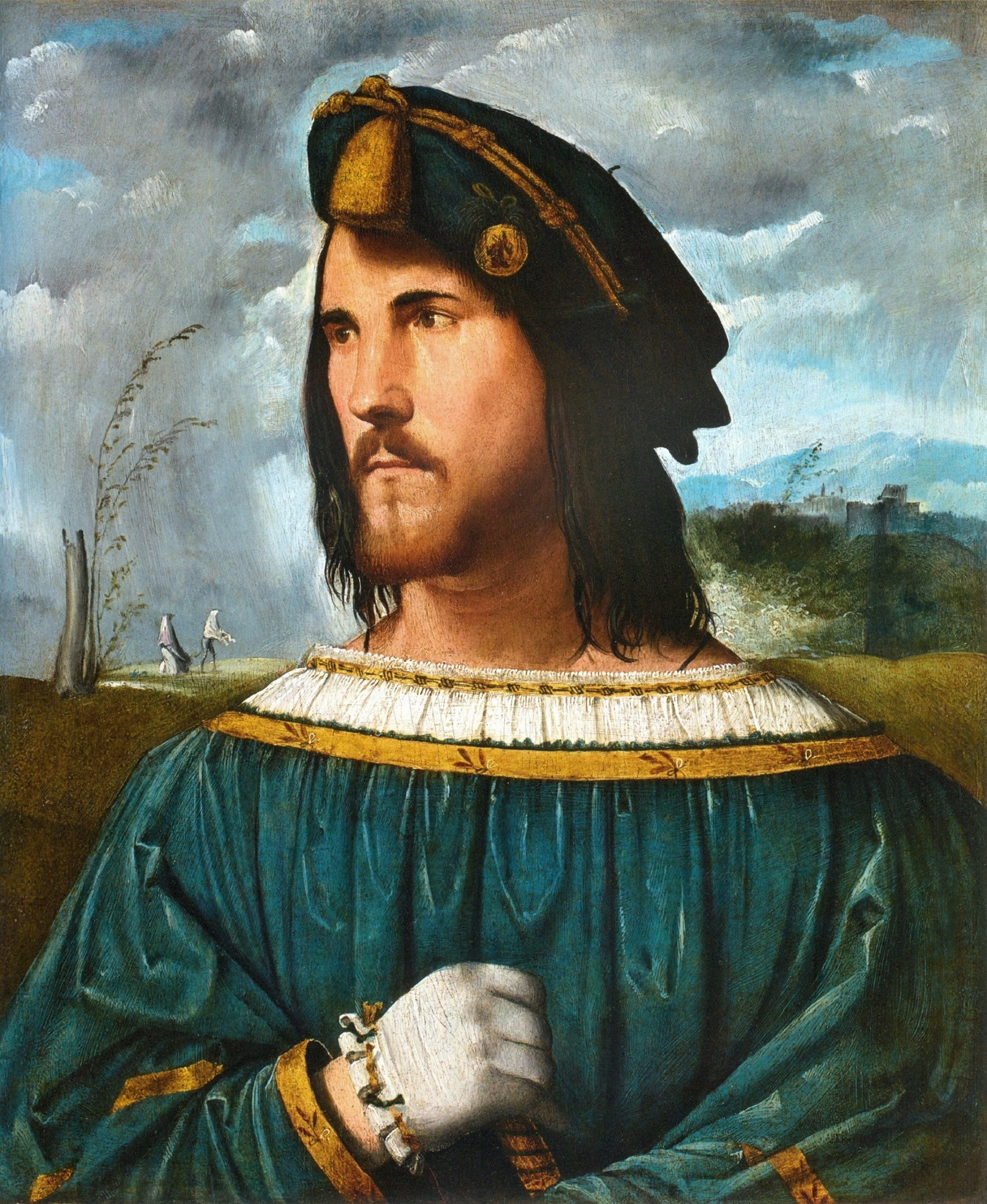
Il Duca Valentino

La fedeltà del comune di Sarteano nei confronti del governo di Siena, auspicata dalle parti contraenti nell'accomandigia già sottoscritta, durò fino all'estinzione della repubblica senese stessa per mano imperiale.
Le prime difficoltà arrivarono nel mese di gennaio del 1503, quando il duca Valentino, Signore di Romagna e braccio armato dello Stato Pontificio, dopo aver espugnato Perugia, abbandonata dai Baglioni, con un esercito agguerrito si portò in Toscana con l'intento di estendervi la sua signoria e assalì, pertanto, la rocca di Sarteano provocandole gravi danni. La morte contemporanea di papa Alessandro VI, padre del Valentino, e la contrarietà del nuovo papa Giulio II, furono gli eventi che facilitarono il fallimento di quell'ambizioso progetto.

Stemma Mediceo

Alla metà del XVI secolo tutto il territorio della Val di Chiana fu teatro del conflitto armato in atto tra Siena e Firenze nel contesto delle Guerre d'Italia franco-spagnole. Il punto di svolta per la Toscana si ebbe con la Battaglia di Scannagallo, dove l'esercito imperiale di Carlo V sconfisse l'esercito senese coadiuvato dai francesi nel 1554, determinando l'assedio di Siena e la sua resa per fame l'anno successivo (1555).
Nonostante la pesante sconfitta della città alleata, le comunità di Sarteano e Chiusi rimasero fedeli alla Repubblica di Siena riparata in Montalcino, dove i resti del suo esercito sconfitto condotto da Piero Strozzi tentarono l'ultima disperata resistenza.
Nella primavera del 1556, non appena ricevuti i rinforzi dal duca Cosimo, le milizie del conte Mario Sforza di Santa Fiora mossero l'artiglieria pesante dall'accampamento di Radicofani, conquistando le ultime rocche di Sarteano e Chiusi, che vennero aggiunte ai domini dei Medici.
Pur resistendo a Montalcino fino alla fine della guerra, la Repubblica di Siena venne però estinta dal Trattato di Cateau-Cambrésis, che decretò il passaggio di proprietà del feudo nobile di Siena a Cosimo de' Medici, che andò quindi a porre sotto il suo dominio personale sia il Ducato di Firenze (cosiddetto Stato vecchio) e il Ducato di Siena (cosiddetto Stato Nuovo), comprendente anche Sarteano. La situazione ambigua venne sciolta da Papa Pio V nel 1569, che conferì a Cosimo il titolo di Granduca, ponendo entrambi i Ducati sotto il Granducato di Toscana con poteri amministrativi e magistrature autonome, sebbene gradite ai Medici.

### Simboli
Lo stemma e il gonfalone sono stati concessi con decreto del presidente della Repubblica del 5 giugno 2001.
(D.P.R. del 5 giugno 2001)
Il leone d'oro in campo rosso è ripreso dal blasone della famiglia Manenti, conti di Sarteano che furono feudatari della zona dall'XI al XIII secolo (di rosso, al leone d'oro, accompagnato nel canton destro del capo da una rosa dello stesso).
Il gonfalone è un drappo partito di rosso e di giallo.

## Monumenti e luoghi d'interesse

### Architetture religiose
- Chiesa di San Francesco
- Collegiata di San Lorenzo
- Chiesa del Suffragio
- Chiesa di San Martino in Foro
- Pieve di Santa Vittoria
- Cappella della Madonna dell'Uccellino
- Cappella della Madonna del Mal di Capo
- Chiesa di Sant'Alberto
- Chiesa di Sant'Andrea (Castiglioncello del Trinoro)
- Abbazia della Santissima Trinità di Spineta

### Architetture civili

#### Castelli
- Castello delle Moiane: insediamento medievale fortificato risalente al XII secolo, divenne libero comune nel XIV secolo. Alla sua storia risale la Leggenda della contessa Drusilla, arrogante signora del castello, che nel celebrare una messa, spazientita dal ritardo del monaco a cui spettava il compito, fu strangolata e strascinata su un dirupo da un serpente gigante uscito dal calice durante il rito religioso. Oggi il complesso è ridotto a ruderi ben conservati, nascosti nella zona boschiva vicino Spineta a pochi chilometri da Sarteano.

#### Palazzi storici
- Casa natale di Papa Pio III: situata in via Goti, vi nacque nel 1439 Francesco Tedeschini, papa tra il settembre e l'ottobre del 1503, prima che fosse colpito da un'ulcera alla gamba. Su questo palazzo, in onore dell'unione tra le famiglie Tedeschini e Piccolomini, fu scolpito il portale, appena dopo la morte del padre Nanni di Piero.
- Palazzo del Podestà, edificato nel XIV secolo è stato ampliato nella seconda metà del XVI secolo, e presenta ancora tracce delle sue originarie bifore; oggi ospita abitazioni ed esercizi commerciali.
- Palazzo Berdini, risalente al XIV secolo e ampliato nel XVI secolo.
- Palazzo Cennini, costruito nel XV secolo, contiene un chiostro, oggi adibito ad uso commerciale, di cui un tempo disponeva la Fattoria di Martignano per conservare e lavorare i suoi prodotti agricoli.
- Palazzo Comunale, sede attuale degli uffici comunali e del Teatro Comunale degli Arrischianti.
- Palazzo Cospi Forneris, risalente al XVII secolo, ma dallo stile spiccatamente rinascimentale.
- Palazzo Gabrielli, la cui struttura ha origine nel XIII secolo, è stato caratterizzato dalle forti modifiche e ristrutturazioni apportate nel XVI secolo, e attualmente ospita nelle sue sale il museo archeologico.
- Palazzo Paparoni, edificio del XVI secolo ampliato nel corso del Novecento, ospitava una struttura ricettiva per inabili.
- Palazzo Piccolomini, edificio storico in stile rinascimentale fatto erigere da Francesco Tedeschini Piccolomini, futuro papa Pio III, con elegante cortile interno nel quale sono ancora visibili le colonne con capitelli corinzi ornati con mezzelune. Nella parte destra della facciata si può ancora ammirare lo stemma di famiglia, scolpito in marmo nel XV secolo.
- Santa Chiara, (residenza agrituristica), ex convento delle clarisse insediate nel monastero dal 1580 fino al XIX secolo, all'interno: un cortile con elegante chiostro e artistico palazzo.
- Palazzo Preziani, con pregevoli elementi decorativi.
- Palazzo Goti-Fanelli, antica sede dell'Accademia degli Arrischianti; già esistente nel XIII secolo, è stato notevolmente ristrutturato e ampliato nel 1536 con elegante cortile interno, sale affrescate e una piccola cappella gentilizia con dipinti di Apollonio Nasini.
- Palazzo di Piero, villa in stile neogotico.

### Architetture militari

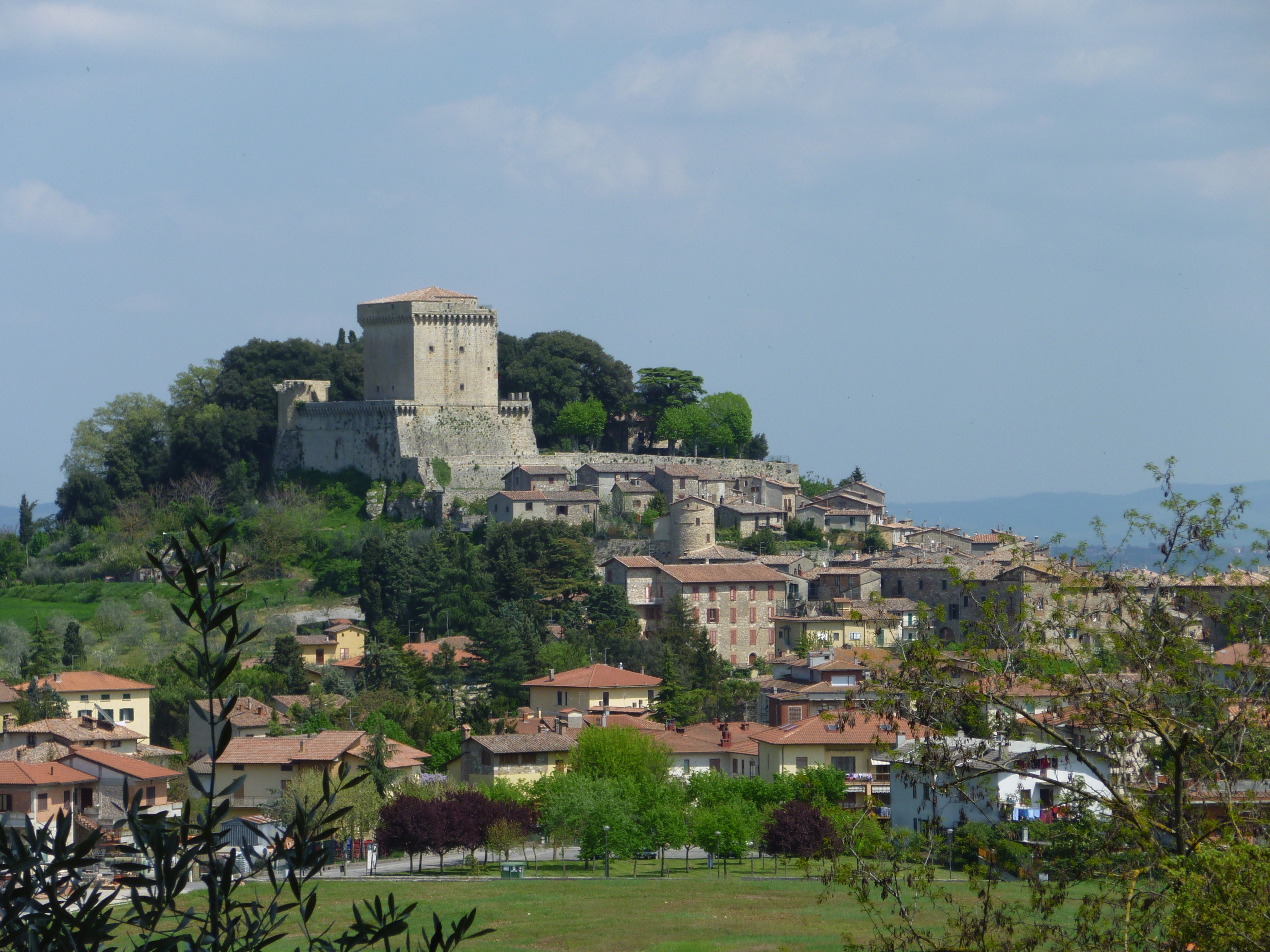
Fortezza di Sarteano

La fortezza, costruzione cinta da doppia cerchia di mura con il maschio quadrato e torri rotonde ai lati. Nel XIII secolo fu feudo dei conti Manenti e da questi ceduta al comune di Sarteano. Nel XVI secolo la rocca medievale, ormai cadente, venne modificata in una più moderna struttura militare secondo le tecniche di costruzione messe in atto in Toscana dall'architetto Baldassarre Peruzzi. Così Sarteano ebbe la sua "cittadella" capace di resistere agli attacchi delle nuove armi (bombarde ed archibugi) portate in Toscana nel 1454 dall'esercito di re Afonso di Napoli. Il maschio della fortezza fu modificato e reso capace di ospitare stabilmente una guarnigione di soldati armati con armi da sparo; cunicoli sotterranei percorribili da soldati furono collegati con le porte di accesso dell'abitato. Fin dal 1590 i granduchi di Toscana concessero la proprietà della fortezza al capitano Eustachio Fanelli e ai suoi eredi. Oggi la fortezza è stata acquistata dal comune di Sarteano per essere usufruita dalla cittadinanza.
Il Monumento ai caduti, definito come miglior monumento ai caduti d'Italia, è stato collocato nella piazza principale del paese nel 1923 in quanto dono da parte dello scultore italiano Arnoldo Zocchi, in onore della moglie originaria del luogo.

### Aree naturali
- Il bagno Santo, nelle vicinanze dell'abitato di Sarteano, (località Santa Lucia) sgorga la sorgente delle Canalette. La catalogazione di queste acque rientra tra quelle sulfuree-alcaline che fuoriescono ad una temperatura di 24° circa. Queste acque sono ritenute curative per l'infezione degli occhi e della pelle. La sorgente delle Canalette, insieme ad altre limitrofe, sono conosciute come acque del Bagno Santo.
- Il Parco delle Piscine, grande parco ombreggiato con ampi spazi verdi ben curati, dotato di tre piscine alimentate con acqua corrente proveniente dalla sorgente termo-minerale delle Canalette. Il parco, dotato di un campeggio ben organizzato è fornito di attrezzature sportive.
- Riserva naturale Pietraporciana: prende il suo nome dal poggio su cui si estende separando la Val d'Orcia dalla Val di Chiana. La sua faggeta, residuo di uno dei più grandi boschi di faggio, si sviluppa sul versante settentrionale della collina, dove il microclima si mantiene abbastanza fresco e umido; oltre ai faggi sono presenti alberi di cerro, carpino bianco e carpino nero, acero montano, ecc. I due tipi di arbusti principali portano i nomi di belladonna e "fusaggine maggiore", una specie tipica della zona mediterraneo-montana, mentre nella varietà floreale della riserva si distingue il bucaneve, la primula, l'anemone, ma soprattutto il giglio martagone, una rarissimo esemplare appartenente alla famiglia delle liliaceae.

## Società

### Evoluzione demografica
Abitanti censiti

Consultando la rivista Montepiesi può essere ulteriormente seguita l'evoluzione demografica di Sarteano Nel gennaio 1970, ad esempio, gli abitanti di Sarteano risultavano essere 3.903 (Cfr. Montepiesi gennaio 1970).
In Montepiesi) numero 2, 1970) si trovano alcuni dati relativi al decennio 1960-1969. Nel periodo 1960-1969 nel comune di Sarteano sono nate 413 persone, ne sono morte 468, sono immigrate 1208 persone e ne sono emigrate 1692. Nel solo anno 1969 i nati a Sarteano furono 39, i morti 55, gli immigrati 156, gli emigrati 106.
Una significativa emigrazione di sarteanesi verso l'Australia è avvenuta negli anni sessanta.

### Etnie e minoranze straniere
Secondo i dati ISTAT al 31 dicembre 2010 la popolazione straniera residente era di 530 persone. Le nazionalità maggiormente rappresentate in base alla loro percentuale sul totale della popolazione residente erano:
- Romania 246 5,02%
- Albania 81 1,65%

### Tradizioni e folclore
Il 15 agosto si svolge la Giostra del Saracino. La manifestazione ha tradizioni antichissime: il primo documento d'archivio risale al 1583, ma ha subito alcuni, anche lunghi, periodi d'interruzione; dal 1982 ha ripreso a svolgersi con regolarità. La Giostra fonda le sue radici nei tornei medievali, quando le attività equestri della caccia col falcone, cavalcate, quintane, e giostre costituivano il passatempo preferito dei cavalieri che con il gioco si mantenevano in esercizio per affrontare le più pericolose battaglie campali.

## Cultura

### Musei
- Museo civico archeologico di Sarteano, che espone i reperti ritrovati nelle vicine necropoli etrusche.[26]
- Sala d'Arte Domenico Beccafumi, istituita nel 2016 ed ospitata nella Chiesa di San Michele in Foro.[27]

### Teatro
- Teatro Comunale degli Arrischianti

### Media

#### Stampa
Il giornale locale Montepiesi (antica denominazione del Monte Cetona), da oltre 40 anni racconta le cronache paesane. È una pubblicazione interessata a tramandare la memoria storica di Sarteano con lunghi e dettagliati racconti di Sarteanesi.
Il primo numero è uscito nel dicembre 1969.La rivista ha cessato la pubblicazione alla fine del 2017.

## Geografia antropica

### Frazioni

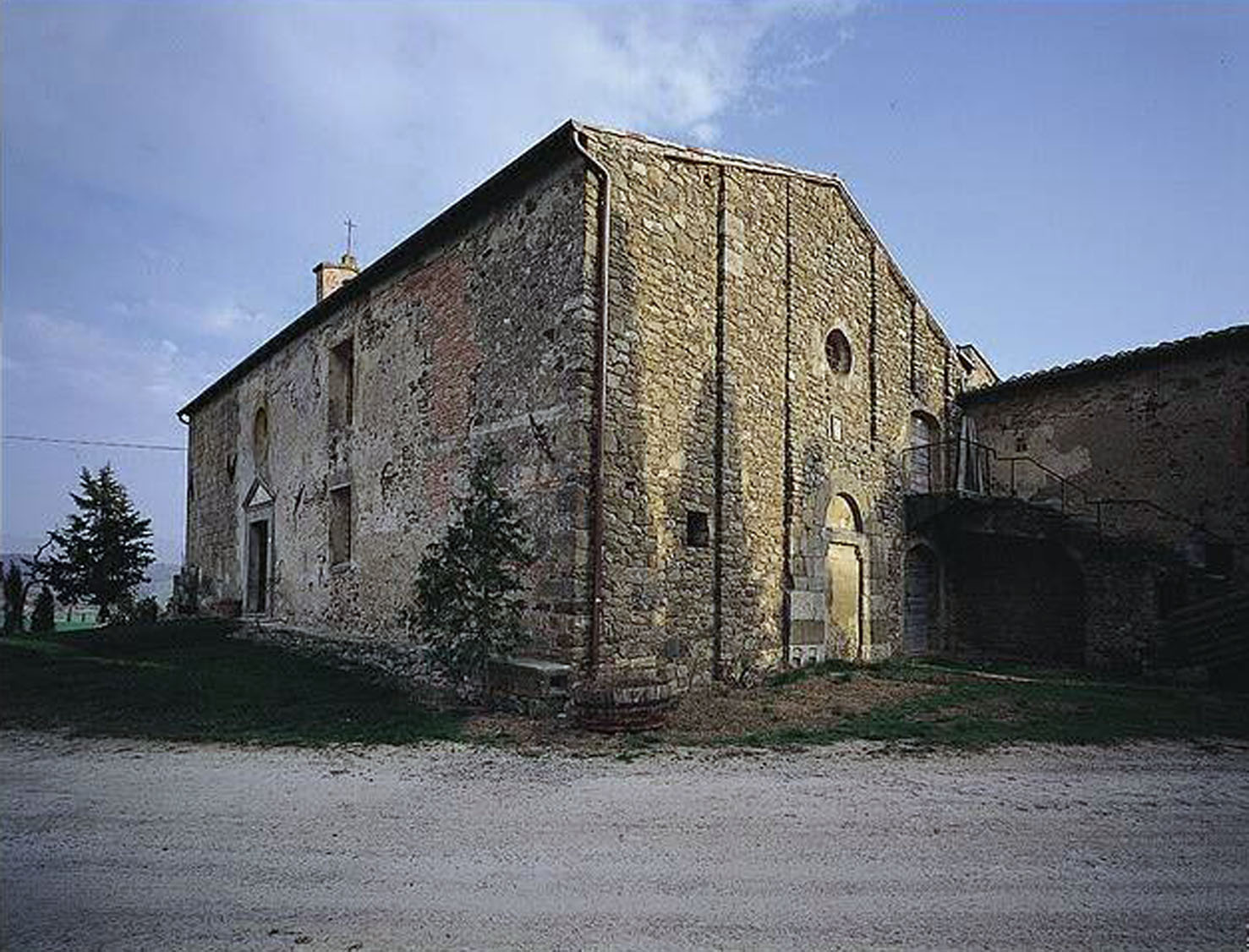
Abbazia di San Pietro in campo

- Castiglioncello del Trinoro, centro di origini etrusche attestato da numerosi reperti rinvenuti nella vicina necropoli di Solaia. La tradizione lo ricorda come, Castrum Trinum Latronum, "Castello dei tre Ladroni", pronti a taglieggiare pellegrini e viandanti di passaggio lungo la Via Francigena[29]. Il Castello fondato dai Conti Manenti, nel 1117 venne ceduto al monastero di Abbazia di San Pietro in Campo e nel tardo Medioevo fu possedimento degli eredi di Salimbene Salimbeni che in possesso di ampie porzioni di territorio senese della Val d'Orcia dalla Rocca di Tentennano esercitarono il dominio in quel territorio, costituendo uno stato nello stato, con alleanze alterne.[30] A testimonianza del passato nel castello di Castiglioncello resta la romanica Chiesa di Sant' Andrea. Affreschi provenienti da questa chiesa sono conservati nella Chiesa del Suffragio di Sarteano. Rocca a Tentennano

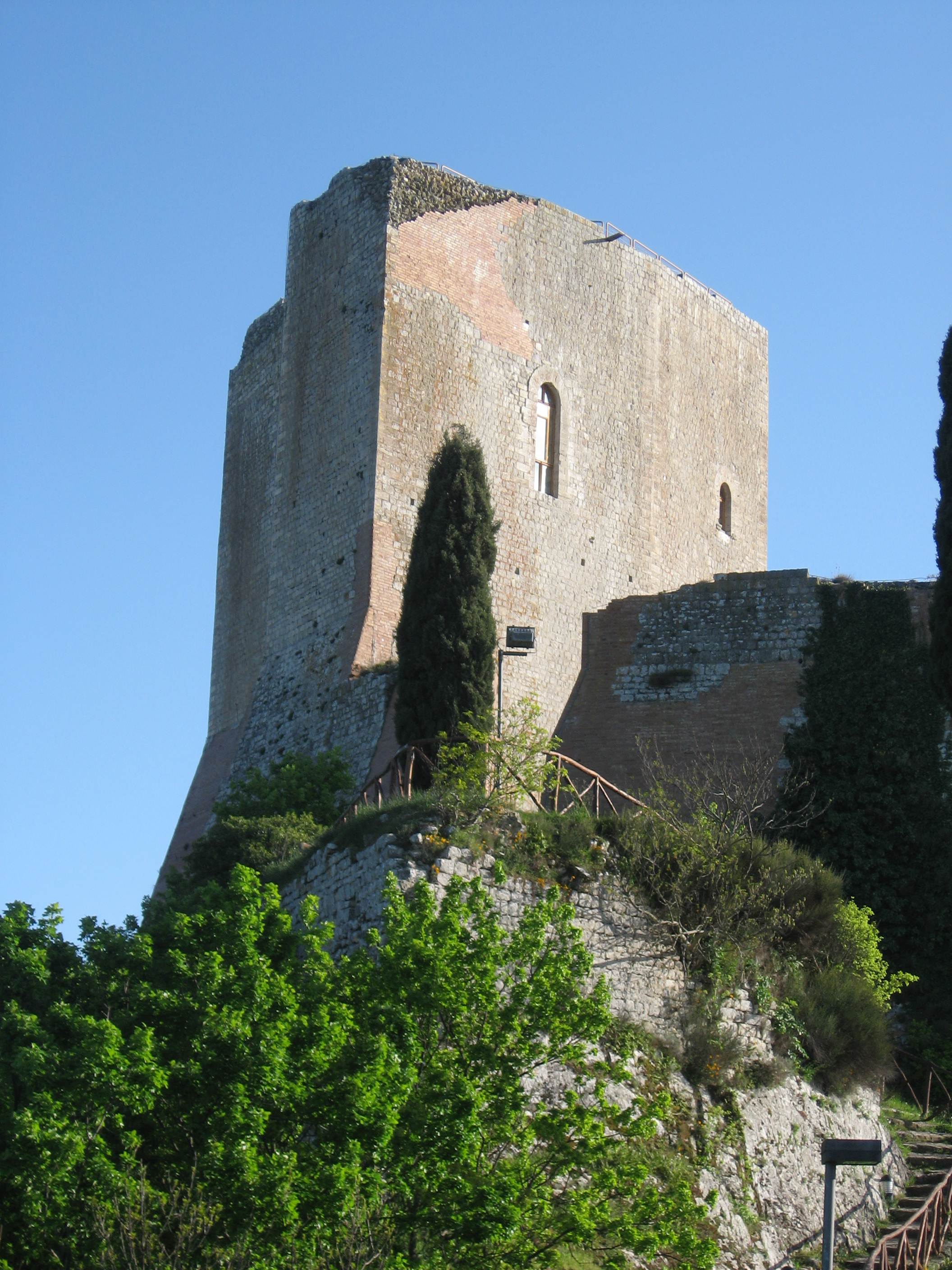
Rocca a Tentennano

### Località
- Fontevetriana, piccola borgata sul Monte Cetona raggiungibile dalla via di Radicofani abitata da pochi residenti in condizioni di relativo isolamento. Le cantine ricavate nella roccia, i resti di tracce etrusche e medievali che si sovrappongono nei fabbricati più recenti, la presenza di una sorgente, formano un nucleo particolare e suggestivo. Fu uno dei luoghi nei quali, durante il periodo della Resistenza si verificarono cruenti episodi di combattimento.[31]
- Fonterenza
- Casabebi, sorge sulla pendice ovest del Monte Cetona a 708 m.s.l. Composto da tre agglomerati di edifici in pietra, di cui il principale conta 10 unità abitative. Centro ormai disabitato, fino al 1950 contava una popolazione di circa 50 abitanti dediti alla pastorizia e all'agricoltura.

## Amministrazione
Di seguito è presentata una tabella relativa alle amministrazioni che si sono succedute in questo comune.
| Periodo        | Periodo        | Primo cittadino   | Partito                            | Carica  | Note   |
| -------------- | -------------- | ----------------- | ---------------------------------- | ------- | ------ |
| 2 luglio 1989  | 13 giugno 1994 | Stefano Paolucci  | Partito Democratico della Sinistra | Sindaco | [ 32 ] |
| 13 giugno 1994 | 28 maggio 2002 | Rosanna Pugnalini | Partito Democratico della Sinistra | Sindaco | [ 32 ] |
| 28 maggio 2002 | 29 maggio 2007 | Fabio Dionori     | lista civica di centro-sinistra    | Sindaco | [ 32 ] |
| 28 maggio 2007 | 7 maggio 2012  | Roberto Burani    | lista civica di centro-sinistra    | Sindaco | [ 32 ] |
| 7 maggio 2012  | in carica      | Francesco Landi   | lista civica di centro-sinistra    | Sindaco | [ 32 ] |